# Duan Zhou
Duan Zhou (China) es una gimnasta artística china, especialista en el ejercicio de salto de potro con el que ha llegado subcampeona del mundo en 1997.

## 1997
En el Mundial celebrado en Lausana (Suiza) ganó la medalla de plata en salto de potro, tras la rumana Simona Amanar y por delante de otra rumana Gina Gogean (bronce); asimismo consiguió el bronce en el concurso por equipos —tras Rumania y Rusia— siendo sus compañeras de equipo: Liu Xuan, Kui Yuanyuan, Meng Fei, Bi Wenjing y Mo Huilan.